# كاسل
كاسل أو قَاصِلَة (بالألمانية: Kassel)‏ هي مدينة تقع في وسط ألمانيا في ولاية هسن، يصل تعداد سكانها إلى 200,507 نسمة. بها جامعة تسمى باسمها، وقد أنشئت عام 1971، يمر بها نهر صغير يسمى نهر فولدا، بها تواجد كبير للجالية التركية، وتمتاز بقلعتها المعروفة باسم هيركولس المطلة على جميع أنحاء المدينة وضواحيها، يقام فيها كل خمس سنوات معرض دوكومنتا وهو أكبر معرض للفن الحديث في العالم.

## الفنون
تشكل مدينة كاسل النقطة الوسط لطريق الخرافات الألمانية والتي هي عبارة عن طريق سياحية رومانسية تمتد من مدينة هاناو إلى مدينة بريمن. ولقد عاش الأخوان فيلهلم وياكوب غريم في كاسل واشتغلا فيها. وفي هذه المدينة قاما بين عام 1812 و1815 بتجميع الجزء الأكبر من مجموعتهم للخرافات التي اكتسبت شهرة عالمية. إن «بياض الثلج» و«الأقزام السبعة» و«ليلى والذئب» و«سندرلا» خرافات يعرفها كل طفل في ألمانيا. ولقد تم ترجمة خرافات الأخوين غريم إلى ما يزيد عن 140 لغة وباتت جزءا لا يتجزأ من خرافات وأساطير الثقافات الأخرى. ومن الطبع أن يحظى التراث الذي تركه الأخوان غريم بالعناية والرعاية من قبل مدينة كاسل. فمتحف الأخوين غريم في قصر بيلفي يستحق دائماً الزيارة، فهو يذخر في جو معاصر بمجموعة من كتب خرافات خالدة من مختلف أنحاء العالم.

## الطبيعة
بم تتصف مدينة كاسل بعد دون الفنون والخرافات؟ إنها وقبل كل شيء خضراء. فنحو ما يقارب الثلثين من مساحتها عبارة عن حدائق ومنتزهات عامة. وفيما عدا ذلك تسود فيها العمارات الحديثة. فالمدينة التي أسست قبل ألف عام تقريباً قد لحق بها، شأنها شأن العديد من المدن الألمانية الأخرى، دمار كامل وشامل أثناء الحرب العالمية الثانية. وبعد نهاية الحرب عام 1945 تم بناء مركز المدينة على الطراز الوظيفي الذي يتسم بالمتاجر الكبيرة وشوارع التسوق.

## التعليم
كاسل هي المدينة الوحيدة التي تتيح إمكانية الحصول على شهادتين اثنتين من شهادات إتمام الدراسة العليا خلال دراسة واحدة. فبعد دراسة تدوم ثمانية فصول دراسية يمكن الحصول على شهادة الدبلوم 1 المعادلة لشهادة البكالوريوس الدولية، ثم بعد ثلاثة أو أربعة فصول إضافية على شهادة الدبلوم 2 المعادلة لشهادة الماجستيرالدولية. ودراسات الدبلوم المدرجة هذه متاحة لخريجي المدرسة الثانوية في كل من الفروع التالية: الهندسة المعمارية والهندسة المدنية والهندسة الكهربائية والمعلوماتية والتخطيط الطبيعي والهندسة الميكانيكية والزراعة البيئية والشؤون الاجتماعية وتخطيط المدن والعلوم الاقتصادية والهندسة الصناعية.
عروض فذة للدارسين الأجانب
تقدم جامعة كاسل عروضاً مثلى للدارسين الأجانب. وتعامل كافة الفروع الدراسية في كاسل على أساس المساواة، مما يتيح إمكانية الربط بين التخصصات والوحدات التعليمية بشكل مرن وعاجل، إضافة إلى الممارسة العملية الناجحة. ويتميز هذا العرض المدرج الفريد بتلاؤمه مع النظام الجامعي العالمي، ومع النظام الأنجلوسكسوني بوجه خاص. فهو يتيح مثلاً للدارسين الأمريكيين الحاصلين على شهادة البكالوريوس إمكانية الالتحاق ببرنامج الماجستير دون أي تعقيد. وفي عروض دراسية دولية تلقى بالإنكليزية كلغة للدراسة يمكن للدارسين الحصول على شهادات جامعية معتمدة دولياً كالبكالوريوس والماجستير وشهادات الدبلوم المزدوجة. ومن خلال هذا أصبحت جامعة كاسل بمثابة ملتقى عالمي يقصده الدارسون من ما يزيد عن مئة دولة. وتبلغ نسبة الدارسين الأجانب في الجامعة ما يقرب من اثنتي عشرة في المئة، وتكون بذلك أعلى من المعدل في ألمانيا.
تعاون على الصعيد العالمي
لدى الجامعة اتفاقيات عمل مشترك مع عديد من الجامعات الشريكة الأجنبية في كلٍ من إفريقيا وأميركا الشمالية والوسطى والجنوبية وآسيا وأوروبا. وتعيش الجامعة لحدٍ كبير من تبادل المدرسين والدارسين والمتدربين النشط فيما بينهم. ولدعم التفاهم بين الثقافات المختلفة تم في الجامعة إنشاء مركز لتعليم اللغات، يقدم دورات في المواد التالية: «اللغات الأجنبية للألمان» و«اللغة الألمانية لغير الناطقين بها». وخلال فصلين معروفين بالجامعة الصيفية الدولية تتيح الجامعة إمكانية تعلم اللغة الألمانية في سياق دراسات علمية وجغرافية وثقافية. وتوفر الجامعة للباحثين الزائرين الأجانب على وجه الخصوص، داراً يسمى بالدار الدولي، وهو عبارة عن دار ضيافة وتلاق حديث متهاود الأسعار.

## التركيبة السكانية
| المرتبة | الجنسية         | السكان (2014) |
| ------- | --------------- | ------------- |
| 1       | تركيا           | 7,327         |
| 2       | بولندا          | 1,714         |
| 3       | بلغاريا         | 1,663         |
| 4       | إيطاليا         | 1,327         |
| 5       | روسيا           | 852           |
| 6       | كرواتيا         | 818           |
| 7       | البوسنة والهرسك | 734           |
| 8       | رومانيا         | 731           |
| 9       | إسبانيا         | 712           |
| 10      | الصين           | 606           |

## وصلات خارجية
- كاسل ملتقى طرق الاساطير والخرافات الألمانية  دويتشة فيلله العربية.